# Tetramesa secale
Tetramesa secale is een vliesvleugelig insect uit de familie Eurytomidae. De wetenschappelijke naam is voor het eerst geldig gepubliceerd in 1861 door Fitch.